# Delta do Rio das Pérolas

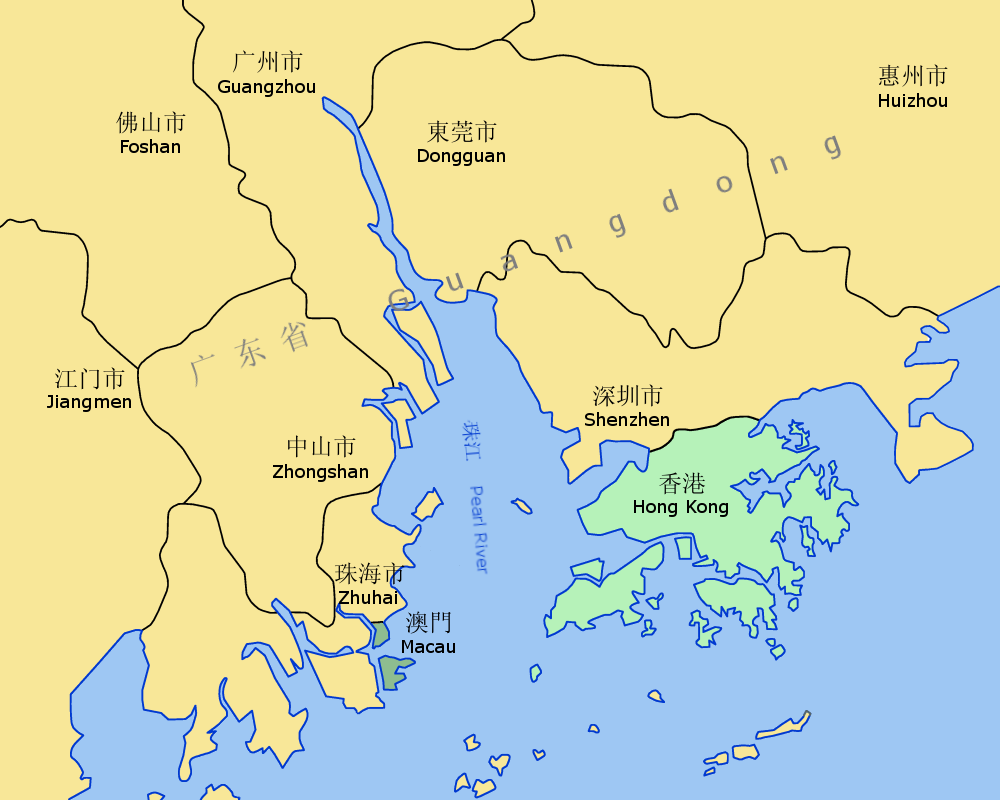
Divisões administrativas da região.

O Delta do Rio das Pérolas (珠江三角洲) é um delta de rio e estuário no centro da Província de Cantão, no sul da China. É formado por numerosos rios, e o rio das Pérolas é ele próprio parte do delta.
A região do delta do rio das Pérolas inclui as cidades de Cantão, a capital provincial, e Shenzhen na fronteira com Hong Kong, que foi uma das primeiras áreas da China comunista a abrir-se ao comércio exterior, em grande medida na década de 1980. Hong Kong, no sul do delta, não pertence à planície deltaica e tem um estatuto político particular; esta cidade tem um papel chave na economia regional.
O delta é uma das regiões mais desenvolvidas da China continental, com o delta do Yangtzé e a região de Pequim. Tem uma forte indústria de exportação. Na frente económica, formou-se um «grande delta do rio das Pérolas», que ultrapassa os limites físicos do delta, para incluir as periferias próximas. Reagrupa Hong Kong e Macau, bem como as prefeituras de Guangzhou, Shenzhen Dongguan, Foshan, Zhongshan, Zhuhai e Jiangmen, e parte das de Huizhou e Zhaoqing. Esta área abarca aproximadamente 43000 km² e tem cerca de 50 milhões de habitantes.